# コーヒーもう一杯
『コーヒーもう一杯』（コーヒーもういっぱい）は、山川直人による日本の漫画作品。エンターブレインから発行の漫画雑誌『コミックビーム』に2004年2月号に掲載、その後2004年4月号から2009年4月号まで連載されていた。単行本はエンターブレインより全5巻が刊行されている。

## 概要
タイトルに冠したコーヒーにまつわる悲喜こもごもの話を、基本1話完結の短編で描いた連作。主な舞台は現代の東京都内と思われる街中であり、オムニバス形式で恋愛、ファンタジー、ブラックユーモア等、様々なストーリーにコーヒーが関わってくるという内容で語られる。コーヒーがストーリーに密接に関わってくることもあれば、単なる小道具で終ることもあり、作中での扱われ方は多種多様である。自宅で豆を挽きネルドリップ方式で淹れる、コーヒー豆の保存法、アイスコーヒーの淹れ方、自家焙煎の本格派の喫茶店など、これらが作中では細かく解説され、作者のコーヒーへの強いこだわりが垣間見える。また作者はボブ・ディランの大ファンでもあり、本作のタイトルはボブ・ディランの曲 "One More Cup of Coffee (Valley Below)" の邦題から持って来ている。

## 主な登場キャラクター
1話完結形式のため、登場する主人公やキャラクターは話ごとにまったく異なり、単なるコーヒー好きのコーヒーマニア、喫茶店のマスターや店員、漫画家、漫画家志望、画家、ミュージシャン、俳優、探偵、刑事、学生、猫、犬など多種多様である。ある話で出たキャラクターが後の話で再登場するなど、前の話を続きを描いたものもいくつかある。以下は各エピソードで登場した主な登場キャラクター。
- 豆太

漫画家志望の青年。初期は青山という漫画家のアシスタントをしており、後のエピソードではプロデビューして「コミックポンチ」という売れない月刊誌に連載を持つようになった。大のコーヒーマニアで、コーヒーの淹れ方にはかなりうるさい。恋多き青年だが、彼の奥手な性格ではその恋は実らないらしい。アシスタント時代の仲間には霧間（キリマンジャロ）と茂賀（モカ）がいる。尚、豆太は続編の『小さな喫茶店』にも登場しており、紆余曲折しつつも漫画家業は継続している模様。
- 広津龍之介

とある場末の雑居ビルの3階に事務所を構える私立探偵。身元調査、 浮気調査、行方不明者捜しなどが主な仕事だが、いつしか彼にはネコ探しは一流という噂が立つようになる。ロハで請け負ったボディガードが縁で助手の女の子が1人いる。事務所のあるビルの1階には「カフェハモンド」という喫茶店がある。
- 野崎隆夫

とあるアパートに一人暮らしの青年。近所にいた野良猫の「ニャン太」と一緒に暮らしていた時期に、「猫丸」という猫だけの秘密の喫茶店に連れて行かれたことがある。最終回で行方不明になったニャン太の捜索を探偵の広津に依頼する。
- ニャン太

前述の野崎隆夫と一時期一緒に暮らしていた野良猫。ある事件を機に突然野崎の元から姿を消すも、その後のエピソードでは事業が成功した金持ちになって1日だけ戻ってきた。そして再び野崎の元を去りその後は行方不明に。尚、作中の猫たちが野崎や広津などの人間と話す時は、全ての猫が擬人化され普通に人間の言葉を話すように描かれる。

## 単行本収録エピソード
以下はエンターブレインより刊行の単行本に収録されたエピソードのリスト。これらは雑誌連載時に掲載されたものに加筆修正を加えたものであり、一部未収録のエピソードも存在する。
第1巻
- コーヒーもう一杯
- 夜の子供たち
- 昨日の明日
- バビロン再訪
- 夕暮れの男
- ブルーマウンテンの夢
- 夕立さん
- 探偵日記
- まぼろし
- ニャン太
- ヒコおじさん
- となりの女

第2巻
- 冬の道
- 恋する喫茶店
- かわいい女
- 男たちの旅
- 夜を着替えて
- 俺とニャン太の場合
- 遠い約束
- ずっと後になってから
- クロージング･タイム
- 犬と猫
- 絵の中の喫茶店
- 風邪をひいた日

第3巻
- 遅刻の理由
- おまじない
- 手品師の午後
- 一枝と作之助
- 朝顔日記
- 虹の彼方に
- 月とハーモニカ
- 男と女と男と男
- 運命の人
- 路上の花
- 常連
- いまはむかし

第4巻
- 歌のある街
- 風貌
- 幸せの隣
- キツネを見破る
- 本を読む男
- 銭湯に通う道
- タバコの害について
- うちあけ話
- 寡黙なサンタ
- 探偵物語
- 喫茶ヨシオ
- 鞄の中

第5巻
- ナポリタン
- ありふれた場所
- 雨の日の女
- 丸山丸子の場合
- 約束のセリフ
- ぼくの買い物
- 夜寝ない子供
- ウワサの男
- 長い冬
- ラブ・ポーション♥
- 豆太の日々
- 猫丸

## コミックス
- エンターブレイン 〈ビームコミックス〉、全5巻
  1. 2005年8月5日発行、ISBN 4-7577-2302-4
  2. 2006年5月8日発行、ISBN 4-7577-2730-5
  3. 2007年5月7日発行、ISBN 978-4-7577-3501-9
  4. 2008年4月4日発行、ISBN 978-4-7577-4089-1
  5. 2009年6月11日発行、ISBN 978-4-7577-4900-9

## 関連作品
- 小さな喫茶店（コミックビーム）

本作の連載終了の数年後に描かれたコミックビームでの連載作品（2018年現在連載中）。本作に登場した豆太など同一キャラクターがたまに登場しその後の姿が描かれている。